# Словер, Карл
Карл Словер (англ. Karl Slover, при рождении Карл Косички (словац. Karl Kosiczky), 21 сентября 1918 — 15 ноября 2011) — американский актёр словацкого происхождения, наиболее известный как один из жевунов в фильме «Волшебник из страны Оз» (1939).
Родился в деревне Праковце, Словакия (тогда Королевство Венгрия). В юном возрасте у него диагностировали гипофизарный нанизм, который его родители пытались усердно лечить, но успеха это не принесло и Словер остался на всю жизнь карликового роста. В 9 лет отец отправил его работать в уличном театре в Берлин, а спустя несколько лет Словер переехал в США, где продолжил выступления. В конце 1930-х его начали приглашать на эпизодические роли в кино, где он появился в картинах «Они дали ему ружьё» (1937), «Воспитание крошки» (1938), «Болваны» (1938), «Волшебник страны Оз» (1939) и «Потерянный уик-энд» (1945). В то же время Словер выступал в шоу карликов, с которым гастролировал по США.
В более поздние годы Словер принимал участие в различных торжествах, связанных с «Волшебником страны Оз». В 2007 году, он вместе с другими семью доживших до того момента актёрами, исполнившими роли жевунов, принял участие в закладке их именной звезды на Голливудской аллее славы. Последние годы своей жизни он провёл в городе Дублин, штат Джорджия, где скончался в ноябре 2011 года в возрасте 93 лет.